# Torvvær
Torvvær est une localité du comté de Nordland, en Norvège, située sur l'île et la kommune de Træna.